# Amara Berri

Localització d'Amara Berri

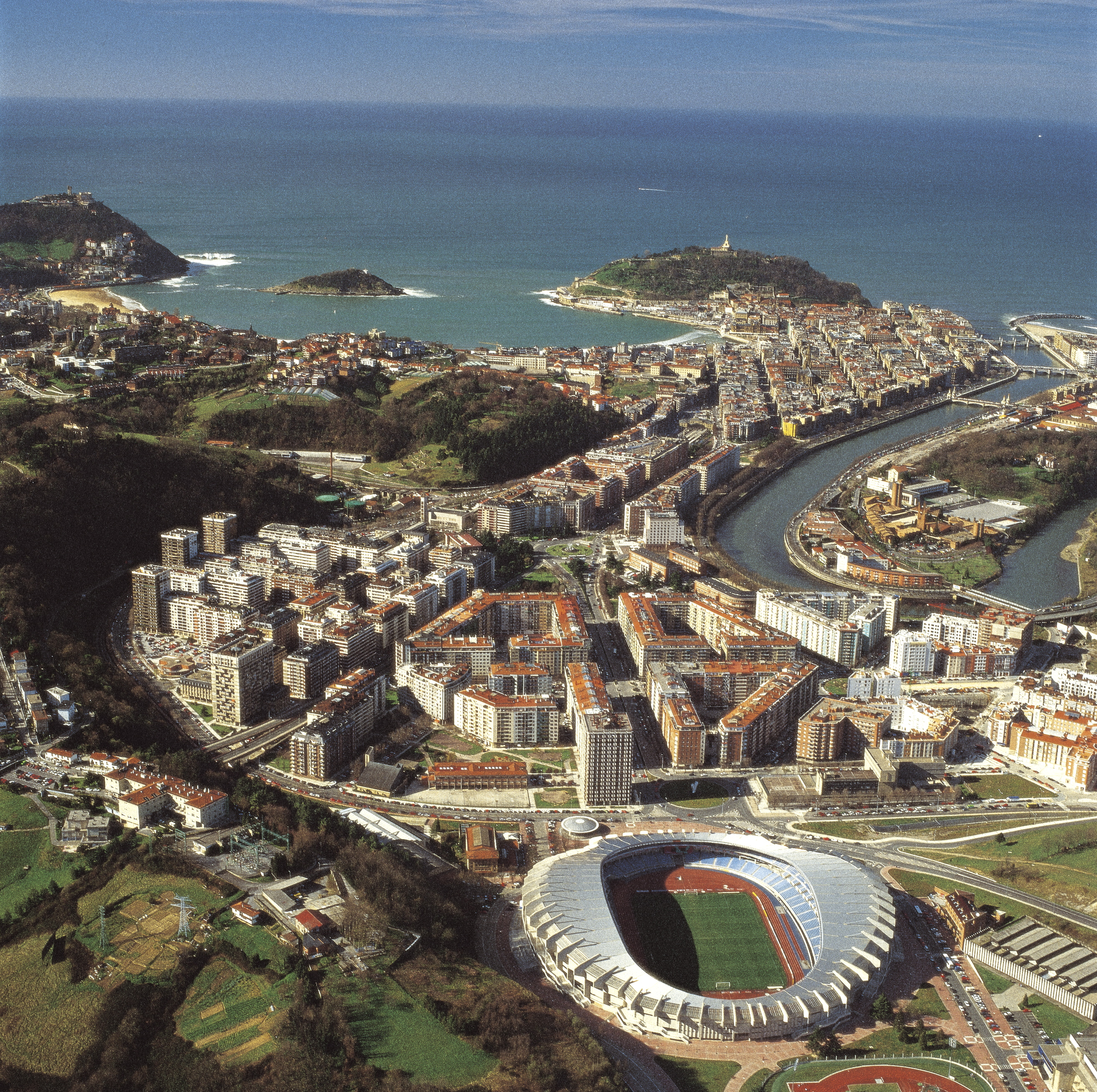
Amara Berri i l'estadi d'Anoeta

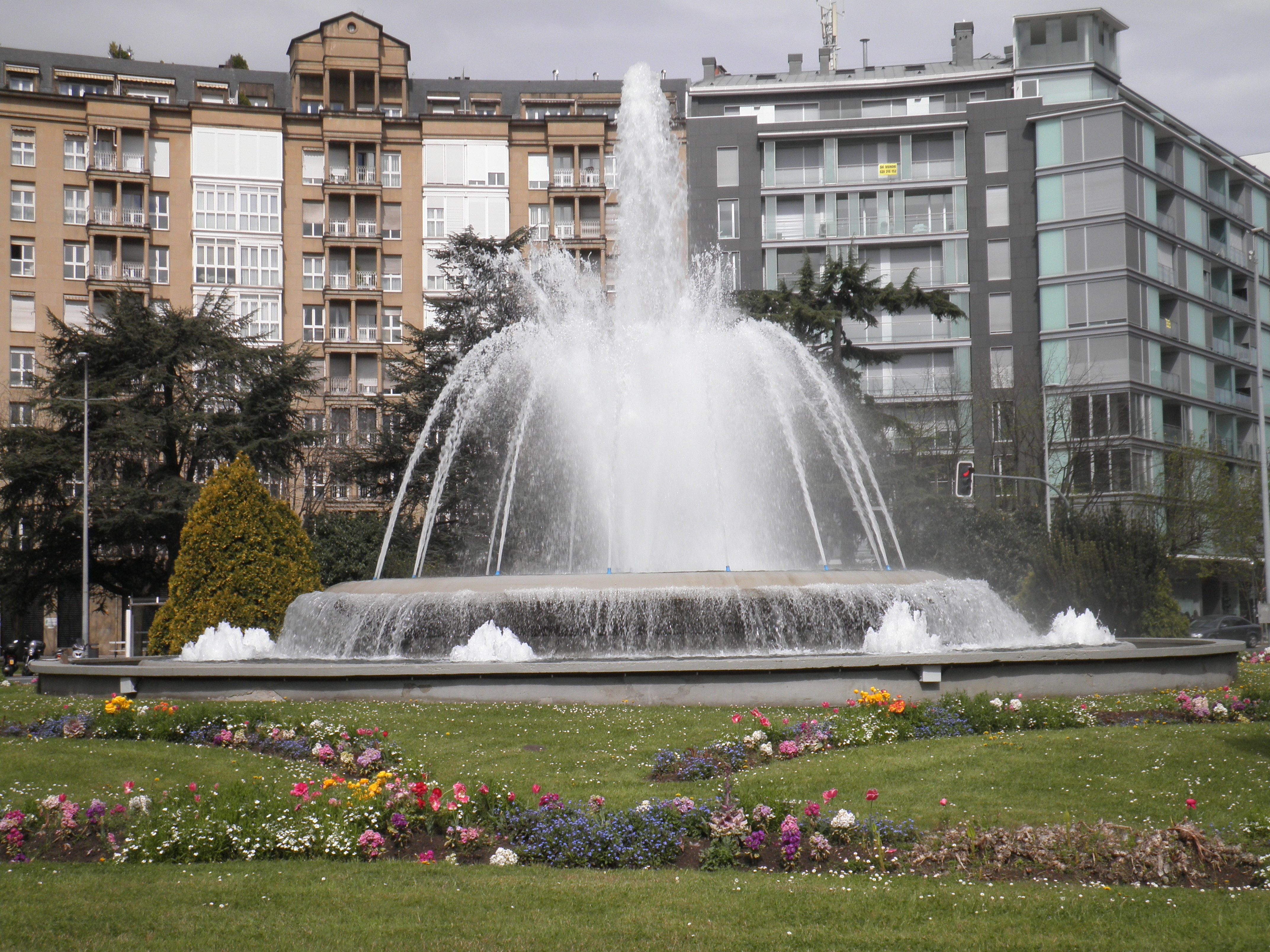
Plaça de Pius XII

Amara Berri és un dels disset barris de Sant Sebastià (Guipúscoa), també conegut com a Eixample d'Amara. Neix a la confluència dels carrers Urbieta, Prim i Easo a la Plaça del Centenari, en una gran zona verda que forma el Parc d'Àlaba, arribant fins a la Ciutat esportiva d'Anoeta. El 2023 tenia una població de 30.189 habitants.

## Història
La primera documentació que existeix data de 1895. Per a construir el barri va caldre canalitzar el riu Urumea que anegava gairebé tota la zona amb les marees altes. Aquesta part de l'obre es va realitzar entre els anys 1924 i 1926. Nogensmenys, va trigar fins a 1952 per a construir el primer edifici en l'actual carrer Parc. Diversos blocs de cases es van aixecar a banda i banda de l'Avinguda de Sancho el Sabio fins a Anoeta. Després el barri va  créixer ràpidament.
Va estar ocupat per camp de maniobres de la Columna Sagardía (formació militar del règim franquista que va donar nom al carrer Parque des de 1950, fins que el va recuperar el 1979). Va haver-hi també camp de futbol i atletisme, i fins a circuit automobilístic.
És un conjunt grans blocs d'arquitectura eclèctica, amb nou a deu pisos, algunes torres de quinze, però amb el comú denominador de tenir gran densitat de població. El creuen l'avinguda de Sancho el Sabio, avinguda de Madrid i Carlos I principalment que és via d'entrada i sortida de la ciutat.
A la plaça de Pío XII destaca l'edifici de l'Hotel Estimés Plaza, disseny de l'arquitecte donostiarra Luis Peña Gantxegi, autor també del passeig del Pinta del Vent.
Al costat de l'estadi de Anoeta està la plaça d'Aita Donostia. Al  centre hi ha la Coloma de la Pau, una obra de Néstor Basterretxea.
La confluència dels carrers Gregorio Ordóñez, Felipe IV, Isabel II, Balleneros, i Toribio Alzaga formen la plaça d'Irun. El monument que corona la font, anomenat Ateak (Portes) està dedicat al passat i al futur de Sant Sebastià. Les figures de marbre pertanyen al monument a la signatura de la reconstrucció de Sant Sebastià després del desastre de 1813. Aquesta va tenir lloc en el caseriu Aizpurua de Zubieta.